# Guido II. Brisebarre
Guido II. Brisebarre († vor 1164) war Herr von Beirut im Königreich Jerusalem.
Er war der jüngere Sohn von Guido I. Brisebarre. Nach dessen Tod wurde sein älterer Bruder Walter II. Brisebarre Herr von Beirut. Um 1156 trat Walter II. dem Templerorden bei und hinterließ die Herrschaft Beirut Guido II.
1153 nahm er an der siegreichen Belagerung von Askalon teil.
Seine Ehefrau hieß vermutlich Marie († nach August 1164). Mit ihr hatte er mindestens sechs Kinder:
- Walter III. († 1179), Herr von Beirut, Herr von Montréal, Herr von Blanchgarde;
- Guido († vor 1193) ⚭ Juliane Garnier, Herrin von Caesarea;
- Bernhard, Herr von Blanchgarde;
- Hugo;
- Beatrix ⚭ Jean le Tor, Herr von Manuet;
- Margarethe ⚭ Guermond I., Herr von Bethsan.

Er starb spätestens 1164, die Herrschaft Beirut erbte sein Sohn Walter III.